# Robert Scherrer
Robert Scherrer (né à Brooklyn, New York et décédé en 1995) était un agent du FBI en poste en Amérique latine dans les années 1970. Qualifié par le journaliste John Dinges (en) de « centrale de renseignement à lui tout seul », il avait de nombreux contacts parmi les services de renseignement et les militaires des différents pays du Cône Sud, et fut l'un des agents transmettant aux États-Unis des informations recueillies par les agences locales dans le cadre de l'opération Condor. Il participa par la suite aux enquêtes concernant les assassinats internationaux commis dans le cadre de Condor, et est l'une des sources de John Dinges. C'est lui qui révéla ainsi, dès 1979, l'existence de la « phase 3 » de l'opération Condor, c'est-à-dire le programme d'assassinat à l'étranger.

## Mission
D'origine germano-irlandaise, né à Brooklyn, Robert Scherrer parlait un espagnol quasi parfait, et avait comme mission d'assurer la liaison entre les services de police d'Argentine, du Chili, d'Uruguay, du Paraguay et de la Bolivie. Tous ces pays étaient sous dictature militaire depuis au moins 1973, sauf l'Argentine qui connut un bref intermède civil entre 1973 et 1976, et collaboraient au sein de l'opération Condor.
« Officiellement chargé d'affaires juridiques à l'ambassade des États-Unis à Buenos Aires » en 1975, cela faisait six ans qu'il était en poste, et se rendait régulièrement au Paraguay, où il connaissait personnellement le général Benito Guanes, chef du G2 (service de renseignement de l'état-major) et Pastor Coronel, chef du DIPC.
En 1979, le chef de la DINA chilienne, Manuel Contreras, déclara dans une déposition judiciaire que Robert Scherrer était :
« en contact permanent avec [le représentant de Condor à Buenos Aires] et recevait les renseignements qu'il demandait, sur les fichiers qu'il avait demandé à de nombreuses occasions. (...) La CIA connaissait également l'existence de l'organisation Condor, et lui a fourni à de nombreuses reprises des renseignements. »

## L'enquête sur l'assassinat de Carlos Prats (1974)
Il a également enquêté sur l'assassinat du général chilien Carlos Prats en septembre 1974 à Buenos Aires, recevant des témoignages de Michael Townley qui impliqua explicitement la SIDE argentine et la Milicia, groupuscule d'extrême-droite, dans ce meurtre.

## L'arrestation de Santucho et Fuentes (1975)
Après l'arrestation au Paraguay, le 16 mai 1975, de deux Chiliens du MIR, membres de la Junte de coordination révolutionnaire (JCR), Amilcar Santucho (frère de Mario Roberto Santucho (es)) et Jorge Fuentes, Robert Scherrer fut informé à chaque instant de leur interrogatoire (au cours duquel les militants furent torturés de façon importante).
Il envoya ces informations au FBI, lequel interrogea des membres présumés de la JCR aux États-Unis, dont la femme de Fuentes. Par ailleurs, il informa par courrier du 6 juin 1975 le général chilien Ernesto Baeza de l'arrestation des Chiliens (la lettre fut transmise à la Commission Rettig qui la classèrent dans une section « confidentielle »), à la suite de quoi des interrogateurs argentins et chiliens se rendirent à Asuncion.

## Assassinat du Cubain Rolando Masferrer (1975)
Scherrer a affirmé à Saul Landau (en) qu'il pensait que le Cubain Rolando Masferrer (en), qui projetait d'assassiner Fidel Castro et qui fut assassiné par une voiture piégée en octobre 1975, aurait été tué par les frères Novo (Guillermo et Ignacio) pour le compte de Jorge Mas Canosa (en), leader de la Cuban American National Foundation (en) et rival de Masferrer qu'il considérait comme trop « modéré ».

## L'assassinat de Torres, Letelier et le câble de 1976 sur l'Opération Condor
Peu de temps après l'assassinat, à Buenos Aires, de l'ex-président bolivien Juan José Torres (2 juin 1976), Scherrer accumula des preuves démontrant qu'il avait eu lieu dans le cadre de Condor.
Puis, une semaine après l'assassinat de l'ex-ministre d'Allende, Orlando Letelier, à Washington (septembre 1976), Scherrer envoya un câble, daté du 28 septembre 1976, décrivant l'opération Condor, en particulier sa "phase 3", c'est-à-dire les assassinats commis à l'étranger. Ce document, auquel John Dinges (en) accéda en 1979, deux ans avant sa déclassification, fut d'abord cité dans son livre, écrit avec Saul Landau, Assassination on Embassy Row (1980, p. 238-239), traitant de l'assassinat de Letelier. Selon Scherrer, ce ne fut qu'avec l'assassinat de Letelier que les États-Unis auraient appris l'existence de la "phase 3" de Condor. John Dinges (en) a cependant montré que « cela [était faux] » et que « le renseignement américain connaissait les projets d'assassinat du plan Condor plusieurs mois avant l'attentat contre Letelier ».
Bien plus tard, ce câble fut utilisé par Joan Garcés, ex-conseiller d'Allende, lors d'une plainte déposée en 1996 en Espagne, devant le juge Baltasar Garzón de l'Audiencia Nacional, accusant la dictature de Pinochet et la dictature argentine d'« entente criminelle », baptisée « opération Condor », afin d'assassiner les opposants politiques.
C'est également à ce moment que Scherrer apprit l'existence d'assassinats planifiées à Paris et à Lisbonne par les agents de Condor, en particulier des membres du bataillon d'intelligence 601 et de la SIDE (argentins), des Uruguayens et des Chiliens. Celles-ci échouèrent, la CIA avertissant ses homologues français et portugais de leur imminence; un autre projet, peut-être prévu dans le même cadre, contre le sénateur uruguayen Wilson Ferreira Aldunate échoua, Scotland Yard offrant sa protection rapprochée.